# 峨眉珠蕨
峨眉珠蕨（学名：Cryptogramma emeiensis）为中国蕨科珠蕨属下的一个种。其种加词“emeiensis”意为“四川峨眉山的”。